# ستراد بينك للسيدات 2023
ستراد بينك للسيدات 2023 (بالإيطالية: Strade Bianche femminile 2023) هو سباق دراجات هوائية من فئة  1.1، وهو الموسم التاسع من ستراد بينك للسيدات، وأقيم في 4 مارس 2023 ضمن سباقات طواف العالم للدراجات للسيدات 2023، وشارك فيه  139 متسابقاً ووصل إلى نهايته  74 متسابقاً.
فاز بالمركز الأول ديمي فوليرينغ، وفاز بالمركز الثاني لوت كوبيكي، وفاز بالمركز الثالث سيسيلي أوتوب لودفيغ، وتصدر تصنيف طواف العالم أماندا سبرات.

## الفرق
| فرق سيدات عالمية (13)- كانيون–إس آر إيه إم ريسينغ 2023 ‏ - فريق سنويب للسيدات ‏ - EF Education–Tibco–SVB ‏ - FDJ–Suez ‏ - بلانتور بورا سيلينج تيم ‏ - فريق كوجياس ميتلر لوك برو للدراجات ‏ - جامبو فيسما للسيدات ‏ - ليف ريسينغ ‏ - موفيستار للسيدات ‏ - Liv AlUla Jayco ‏ - إس دي وركس 2023 ‏ - Lidl–Trek (women's team) ‏ - يو أي أيه تيم 2023 ‏ فرق دراجات قارية سيدات (11)- إن إكس تي جي ريسينغ ‏ - Aromitalia–Basso Bikes–Vaiano ‏ - بيبينك ‏ - Born To Win–Zhiraf–G20 ‏ - Ceratizit Pro Cycling ‏ - Cofidis Women Team ‏ - GB Junior Team Piemonte Pedale Castanese A.S.D.‏ - Isolmant–Premac–Vittoria ‏ - لابورال كوتكسا-فونداسيون يوسكادي 2023 ‏ - Team Mendelspeck ‏ - توب قيرلز فسى برتولو 2023 ‏ |  |
| |  |

## المشاركون
| إس دي وركس ‏ SDW | إس دي وركس ‏ SDW     | إس دي وركس ‏ SDW |
| --------------- | ------------------- | --------------- |
| م               | عداء                | مرتبة           |
| 1               | لوت كوبيكي          | 2               |
| 2               | Mischa Bredewold ‏   | 35              |
| 3               | إيلينا سيتشيني      | 63              |
| 4               | Niamh Fisher-Black ‏ | 30              |
| 5               | Anna Shackley ‏      | 27              |
| 6               | ديمي فوليرينغ       | 1               |

| إن إكس تي جي ريسينغ ‏ AGS | إن إكس تي جي ريسينغ ‏ AGS | إن إكس تي جي ريسينغ ‏ AGS |
| ------------------------ | ------------------------ | ------------------------ |
| م                        | عداء                     | مرتبة                    |
| 11                       | آشلي مولمان              | 12                       |
| 12                       | Mireia Benito ‏           | 57                       |
| 13                       | Julia Borgström ‏         | 67                       |
| 14                       | BEL                      | 64                       |
| 15                       | Anya Louw ‏               | لم يبدأ                  |
| 16                       | Gaia Masetti ‏            | 51                       |

| Aromitalia–Basso Bikes–Vaiano ‏ VAI | Aromitalia–Basso Bikes–Vaiano ‏ VAI | Aromitalia–Basso Bikes–Vaiano ‏ VAI |
| ---------------------------------- | ---------------------------------- | ---------------------------------- |
| م                                  | عداء                               | مرتبة                              |
| 21                                 | راسا ليليفيتو (طريق)               | OTL                                |
| 22                                 | Francesca Balducci ‏                | لم يكمل السباق                     |
| 23                                 | Francesca Baroni ‏                  | 54                                 |
| 24                                 | Fanny Bonini‏                       | لم يكمل السباق                     |
| 25                                 | ITA                                | لم يكمل السباق                     |
| 26                                 | ITA                                | لم يكمل السباق                     |

| بيبينك ‏ BPK | بيبينك ‏ BPK            | بيبينك ‏ BPK    |
| ----------- | ---------------------- | -------------- |
| م           | عداء                   | مرتبة          |
| 31          | Silvia Zanardi ‏        | 66             |
| 32          | ITA                    | لم يكمل السباق |
| 33          | Nora Jenčušová ‏ (طريق) | لم يكمل السباق |
| 34          | FRA                    | لم يكمل السباق |
| 35          | Giorgia Vettorello ‏    | 71             |
| 36          | Matilde Vitillo ‏       | 50             |

| فريق إيطاليا لركوب الدراجات للسيدات‏ ITA | فريق إيطاليا لركوب الدراجات للسيدات‏ ITA | فريق إيطاليا لركوب الدراجات للسيدات‏ ITA |
| --------------------------------------- | --------------------------------------- | --------------------------------------- |
| م                                       | عداء                                    | مرتبة                                   |
| 41                                      | Sara Casasola ‏                          | 70                                      |
| 42                                      | ITA                                     | لم يكمل السباق                          |
| 43                                      | Rachele Bonzanini‏                       | لم يكمل السباق                          |
| 44                                      | ITA                                     | لم يكمل السباق                          |
| 45                                      | ITA                                     | لم يكمل السباق                          |
| 46                                      | Emma Zanetti‏                            | لم يكمل السباق                          |

| كانيون–إس آر إيه إم ‏ CSR | كانيون–إس آر إيه إم ‏ CSR  | كانيون–إس آر إيه إم ‏ CSR |
| ------------------------ | ------------------------- | ------------------------ |
| م                        | عداء                      | مرتبة                    |
| 51                       | كاتارزينا نيفيادوما       | 6                        |
| 52                       | Ricarda Bauernfeind ‏      | 16                       |
| 53                       | Elise Chabbey ‏            | 25                       |
| 54                       | تيفاني كرومويل            | 74                       |
| 55                       | ثريا بالادين              | 22                       |
| 56                       | Agnieszka Skalniak-Sójka ‏ | 56                       |

| Ceratizit Pro Cycling ‏ WNT | Ceratizit Pro Cycling ‏ WNT | Ceratizit Pro Cycling ‏ WNT |
| -------------------------- | -------------------------- | -------------------------- |
| م                          | عداء                       | مرتبة                      |
| 61                         | Arianna Fidanza ‏           | OTL                        |
| 62                         | Alice Maria Arzuffi ‏       | 19                         |
| 63                         | Nina Berton ‏               | 47                         |
| 65                         | Cédrine Kerbaol ‏           | 46                         |
| 66                         | Marta Lach ‏                | 49                         |

| Cofidis Women Team ‏ COF | Cofidis Women Team ‏ COF | Cofidis Women Team ‏ COF |
| ----------------------- | ----------------------- | ----------------------- |
| م                       | عداء                    | مرتبة                   |
| 71                      | Martina Alzini ‏         | OTL                     |
| 72                      | Morgane Coston ‏         | 41                      |
| 73                      | Séverine Eraud ‏         | لم يكمل السباق          |
| 74                      | Špela Kern ‏             | 18                      |
| 75                      | FRA                     | لم يكمل السباق          |
| 76                      | Rachel Neylan ‏          | لم يكمل السباق          |

| EF Education–Tibco–SVB ‏ TIB | EF Education–Tibco–SVB ‏ TIB | EF Education–Tibco–SVB ‏ TIB |
| --------------------------- | --------------------------- | --------------------------- |
| م                           | عداء                        | مرتبة                       |
| 81                          | أليسون جاكسون               | 39                          |
| 82                          | Letizia Borghesi ‏           | 40                          |
| 83                          | Veronica Ewers ‏             | 34                          |
| 84                          | Sara Poidevin ‏              | 68                          |
| 85                          | Abi Smith ‏                  | لم يكمل السباق              |
| 86                          | لورين ستيفنز                | 20                          |

| FDJ–Suez ‏ FST | FDJ–Suez ‏ FST              | FDJ–Suez ‏ FST |
| ------------- | -------------------------- | ------------- |
| م             | عداء                       | مرتبة         |
| 91            | سيسيلي أوتوب لودفيغ (طريق) | 3             |
| 92            | Stine Borgli ‏              | OTL           |
| 93            | غريس براون                 | 15            |
| 94            | Vittoria Guazzini ‏         | 61            |
| 95            | Marie Le Net ‏              | 69            |
| 96            | غلاديس فيرهلست ‏            | 55            |

| بلانتور بورا سيلينج تيم ‏ FED | بلانتور بورا سيلينج تيم ‏ FED    | بلانتور بورا سيلينج تيم ‏ FED |
| ---------------------------- | ------------------------------- | ---------------------------- |
| م                            | عداء                            | مرتبة                        |
| 101                          | Puck Pieterse ‏                  | 5                            |
| 102                          | Yara Kastelijn ‏                 | 14                           |
| 103                          | Greta Marturano ‏                | OTL                          |
| 104                          | Carina Schrempf ‏                | 38                           |
| 105                          | Christina Schweinberger ‏ (طريق) | 21                           |
| 106                          | صوفي رايت                       | OTL                          |

| فريق إيطاليا لركوب الدراجات للسيدات‏ ITA | فريق إيطاليا لركوب الدراجات للسيدات‏ ITA | فريق إيطاليا لركوب الدراجات للسيدات‏ ITA |
| --------------------------------------- | --------------------------------------- | --------------------------------------- |
| م                                       | عداء                                    | مرتبة                                   |
| 111                                     | Gemma Sernissi ‏                         | OTL                                     |
| 112                                     | Benedetta della Corte‏                   | لم يكمل السباق                          |
| 113                                     | Giulia Giuliani‏                         | لم يكمل السباق                          |
| 114                                     | Vittoria Ruffilli‏                       | لم يكمل السباق                          |
| 115                                     | Chiara Sacchi‏                           | لم يكمل السباق                          |
| 116                                     | Sylvie Truc‏                             | لم يكمل السباق                          |

| Isolmant–Premac–Vittoria ‏ SBT | Isolmant–Premac–Vittoria ‏ SBT | Isolmant–Premac–Vittoria ‏ SBT |
| ----------------------------- | ----------------------------- | ----------------------------- |
| م                             | عداء                          | مرتبة                         |
| 121                           | ITA                           | لم يكمل السباق                |
| 122                           | ITA                           | لم يكمل السباق                |
| 124                           | Valeria Curnis‏                | لم يكمل السباق                |
| 125                           | ITA                           | لم يكمل السباق                |
| 126                           | Beatrice Rossato ‏             | لم يكمل السباق                |

| فريق كوجياس ميتلر لوك برو للدراجات ‏ CGS | فريق كوجياس ميتلر لوك برو للدراجات ‏ CGS | فريق كوجياس ميتلر لوك برو للدراجات ‏ CGS |
| --------------------------------------- | --------------------------------------- | --------------------------------------- |
| م                                       | عداء                                    | مرتبة                                   |
| 131                                     | تمارا بالابولينا ‏ (طريق)                | 43                                      |
| 133                                     | Mia Griffin ‏                            | لم يكمل السباق                          |
| 134                                     | Silvia Magri ‏                           | لم يكمل السباق                          |
| 135                                     | Claire Steels ‏                          | 26                                      |
| 136                                     | Lara Vieceli ‏                           | لم يكمل السباق                          |

| لابورال كوتكسا فونداسيون يوسكادي ‏ LKF | لابورال كوتكسا فونداسيون يوسكادي ‏ LKF | لابورال كوتكسا فونداسيون يوسكادي ‏ LKF |
| ------------------------------------- | ------------------------------------- | ------------------------------------- |
| م                                     | عداء                                  | مرتبة                                 |
| 141                                   | إيدر ميرينو كورتازار                  | OTL                                   |
| 142                                   | Yurani Blanco ‏                        | 73                                    |
| 143                                   | ESP                                   | لم يكمل السباق                        |
| 144                                   | Nadia Quagliotto ‏                     | OTL                                   |
| 145                                   | GER                                   | 48                                    |
| 146                                   | Alba Teruel Ribes ‏                    | لم يكمل السباق                        |

| ليف ريسينغ ‏ LIV | ليف ريسينغ ‏ LIV                 | ليف ريسينغ ‏ LIV |
| --------------- | ------------------------------- | --------------- |
| م               | عداء                            | مرتبة           |
| 151             | مارغريتا فيكتوريا غارسيا (طريق) | 11              |
| 152             | Caroline Andersson ‏             | OTL             |
| 153             | Tereza Neumanová ‏ (طريق)        | 58              |
| 154             | Katia Ragusa ‏                   | 42              |
| 155             | Sabrina Stultiens ‏              | 33              |

| موفيستار للسيدات ‏ MOV | موفيستار للسيدات ‏ MOV    | موفيستار للسيدات ‏ MOV |
| --------------------- | ------------------------ | --------------------- |
| م                     | عداء                     | مرتبة                 |
| 161                   | أنيميك فان فليوتن (طريق) | 4                     |
| 162                   | Emma Norsgaard Bjerg     | لم يكمل السباق        |
| 163                   | شيلا جوتيريز             | 72                    |
| 164                   | ليان ليبرت (طريق)        | 7                     |
| 165                   | فلورتجي ماكايج           | 10                    |
| 166                   | Paula Patiño ‏            | 53                    |

| فريق سنويب للسيدات ‏ DSM | فريق سنويب للسيدات ‏ DSM | فريق سنويب للسيدات ‏ DSM |
| ----------------------- | ----------------------- | ----------------------- |
| م                       | عداء                    | مرتبة                   |
| 171                     | جولييت لابوس            | 36                      |
| 172                     | Francesca Barale ‏       | 65                      |
| 173                     | Eleonora Ciabocco ‏      | OTL                     |
| 174                     | Léa Curinier ‏           | OTL                     |
| 175                     | فايفر جورجي             | 9                       |
| 176                     | Becky Storrie ‏          | لم يكمل السباق          |

| Liv AlUla Jayco ‏ BEX | Liv AlUla Jayco ‏ BEX | Liv AlUla Jayco ‏ BEX |
| -------------------- | -------------------- | -------------------- |
| م                    | عداء                 | مرتبة                |
| 181                  | أني سانستيبان        | 13                   |
| 182                  | جيسيكا ألين          | لم يكمل السباق       |
| 183                  | كريستين فولكنر       | مستبعد               |
| 184                  | Ingvild Gåskjenn ‏    | OTL                  |
| 185                  | ليتيزيا باتيرنوستر   | 44                   |
| 186                  | Ruby Roseman-Gannon ‏ | 24                   |

| جامبو فيسما للسيدات ‏ TJV | جامبو فيسما للسيدات ‏ TJV | جامبو فيسما للسيدات ‏ TJV |
| ------------------------ | ------------------------ | ------------------------ |
| م                        | عداء                     | مرتبة                    |
| 191                      | Coryn Labecki            | لم يكمل السباق           |
| 192                      | Teuntje Beekhuis ‏        | 45                       |
| 193                      | Amber Kraak ‏             | 32                       |
| 194                      | ريجان ماركوس (طريق)      | 8                        |
| 195                      | Karlijn Swinkels ‏        | 28                       |
| 196                      | NED                      | 37                       |

| Team Mendelspeck ‏ MDS | Team Mendelspeck ‏ MDS | Team Mendelspeck ‏ MDS |
| --------------------- | --------------------- | --------------------- |
| م                     | عداء                  | مرتبة                 |
| 201                   | Francesca Pisciali ‏   | لم يكمل السباق        |
| 202                   | ITA                   | لم يكمل السباق        |
| 203                   | ITA                   | لم يكمل السباق        |
| 204                   | ITA                   | لم يكمل السباق        |
| 205                   | ITA                   | لم يكمل السباق        |
| 206                   | Martina Sanfilippo‏    | لم يكمل السباق        |

| توب قيرلز فسى برتولو ‏ TOP | توب قيرلز فسى برتولو ‏ TOP | توب قيرلز فسى برتولو ‏ TOP |
| ------------------------- | ------------------------- | ------------------------- |
| م                         | عداء                      | مرتبة                     |
| 211                       | Alessia Vigilia ‏          | 52                        |
| 212                       | Giorgia Bariani ‏          | لم يكمل السباق            |
| 213                       | ITA                       | لم يكمل السباق            |
| 214                       | Iris Monticolo ‏           | لم يكمل السباق            |
| 215                       | ITA                       | لم يكمل السباق            |
| 216                       | ITA                       | لم يكمل السباق            |

| Lidl–Trek (women's team) ‏ TFS | Lidl–Trek (women's team) ‏ TFS | Lidl–Trek (women's team) ‏ TFS |
| ----------------------------- | ----------------------------- | ----------------------------- |
| م                             | عداء                          | مرتبة                         |
| 221                           | إليسا بالسامو (طريق)          | 31                            |
| 222                           | Elynor Bäckstedt ‏             | لم يكمل السباق                |
| 223                           | برودي شابمان (طريق)           | لم يكمل السباق                |
| 225                           | أماندا سبرات                  | 17                            |
| 226                           | تايلر وايلز                   | لم يكمل السباق                |

| يو أي أيه تيم ‏ UAD | يو أي أيه تيم ‏ UAD | يو أي أيه تيم ‏ UAD |
| ------------------ | ------------------ | ------------------ |
| م                  | عداء               | مرتبة              |
| 231                | Silvia Persico ‏    | 62                 |
| 232                | ألينا أمياليوسيك   | 29                 |
| 233                | Olivia Baril ‏      | 60                 |
| 234                | صوفيا بيرتيزولو    | لم يكمل السباق     |
| 235                | Mikayla Harvey ‏    | 59                 |
| 236                | إيريكا ماجندي      | 23                 |

| إس دي وركس ‏ SDW | إس دي وركس ‏ SDW     | إس دي وركس ‏ SDW |
| --------------- | ------------------- | --------------- |
| م               | عداء                | مرتبة           |
| 1               | لوت كوبيكي          | 2               |
| 2               | Mischa Bredewold ‏   | 35              |
| 3               | إيلينا سيتشيني      | 63              |
| 4               | Niamh Fisher-Black ‏ | 30              |
| 5               | Anna Shackley ‏      | 27              |
| 6               | ديمي فوليرينغ       | 1               |

| إن إكس تي جي ريسينغ ‏ AGS | إن إكس تي جي ريسينغ ‏ AGS | إن إكس تي جي ريسينغ ‏ AGS |
| ------------------------ | ------------------------ | ------------------------ |
| م                        | عداء                     | مرتبة                    |
| 11                       | آشلي مولمان              | 12                       |
| 12                       | Mireia Benito ‏           | 57                       |
| 13                       | Julia Borgström ‏         | 67                       |
| 14                       | BEL                      | 64                       |
| 15                       | Anya Louw ‏               | لم يبدأ                  |
| 16                       | Gaia Masetti ‏            | 51                       |

| Aromitalia–Basso Bikes–Vaiano ‏ VAI | Aromitalia–Basso Bikes–Vaiano ‏ VAI | Aromitalia–Basso Bikes–Vaiano ‏ VAI |
| ---------------------------------- | ---------------------------------- | ---------------------------------- |
| م                                  | عداء                               | مرتبة                              |
| 21                                 | راسا ليليفيتو (طريق)               | OTL                                |
| 22                                 | Francesca Balducci ‏                | لم يكمل السباق                     |
| 23                                 | Francesca Baroni ‏                  | 54                                 |
| 24                                 | Fanny Bonini‏                       | لم يكمل السباق                     |
| 25                                 | ITA                                | لم يكمل السباق                     |
| 26                                 | ITA                                | لم يكمل السباق                     |

| بيبينك ‏ BPK | بيبينك ‏ BPK            | بيبينك ‏ BPK    |
| ----------- | ---------------------- | -------------- |
| م           | عداء                   | مرتبة          |
| 31          | Silvia Zanardi ‏        | 66             |
| 32          | ITA                    | لم يكمل السباق |
| 33          | Nora Jenčušová ‏ (طريق) | لم يكمل السباق |
| 34          | FRA                    | لم يكمل السباق |
| 35          | Giorgia Vettorello ‏    | 71             |
| 36          | Matilde Vitillo ‏       | 50             |

| فريق إيطاليا لركوب الدراجات للسيدات‏ ITA | فريق إيطاليا لركوب الدراجات للسيدات‏ ITA | فريق إيطاليا لركوب الدراجات للسيدات‏ ITA |
| --------------------------------------- | --------------------------------------- | --------------------------------------- |
| م                                       | عداء                                    | مرتبة                                   |
| 41                                      | Sara Casasola ‏                          | 70                                      |
| 42                                      | ITA                                     | لم يكمل السباق                          |
| 43                                      | Rachele Bonzanini‏                       | لم يكمل السباق                          |
| 44                                      | ITA                                     | لم يكمل السباق                          |
| 45                                      | ITA                                     | لم يكمل السباق                          |
| 46                                      | Emma Zanetti‏                            | لم يكمل السباق                          |

| كانيون–إس آر إيه إم ‏ CSR | كانيون–إس آر إيه إم ‏ CSR  | كانيون–إس آر إيه إم ‏ CSR |
| ------------------------ | ------------------------- | ------------------------ |
| م                        | عداء                      | مرتبة                    |
| 51                       | كاتارزينا نيفيادوما       | 6                        |
| 52                       | Ricarda Bauernfeind ‏      | 16                       |
| 53                       | Elise Chabbey ‏            | 25                       |
| 54                       | تيفاني كرومويل            | 74                       |
| 55                       | ثريا بالادين              | 22                       |
| 56                       | Agnieszka Skalniak-Sójka ‏ | 56                       |

| Ceratizit Pro Cycling ‏ WNT | Ceratizit Pro Cycling ‏ WNT | Ceratizit Pro Cycling ‏ WNT |
| -------------------------- | -------------------------- | -------------------------- |
| م                          | عداء                       | مرتبة                      |
| 61                         | Arianna Fidanza ‏           | OTL                        |
| 62                         | Alice Maria Arzuffi ‏       | 19                         |
| 63                         | Nina Berton ‏               | 47                         |
| 65                         | Cédrine Kerbaol ‏           | 46                         |
| 66                         | Marta Lach ‏                | 49                         |

| Cofidis Women Team ‏ COF | Cofidis Women Team ‏ COF | Cofidis Women Team ‏ COF |
| ----------------------- | ----------------------- | ----------------------- |
| م                       | عداء                    | مرتبة                   |
| 71                      | Martina Alzini ‏         | OTL                     |
| 72                      | Morgane Coston ‏         | 41                      |
| 73                      | Séverine Eraud ‏         | لم يكمل السباق          |
| 74                      | Špela Kern ‏             | 18                      |
| 75                      | FRA                     | لم يكمل السباق          |
| 76                      | Rachel Neylan ‏          | لم يكمل السباق          |

| EF Education–Tibco–SVB ‏ TIB | EF Education–Tibco–SVB ‏ TIB | EF Education–Tibco–SVB ‏ TIB |
| --------------------------- | --------------------------- | --------------------------- |
| م                           | عداء                        | مرتبة                       |
| 81                          | أليسون جاكسون               | 39                          |
| 82                          | Letizia Borghesi ‏           | 40                          |
| 83                          | Veronica Ewers ‏             | 34                          |
| 84                          | Sara Poidevin ‏              | 68                          |
| 85                          | Abi Smith ‏                  | لم يكمل السباق              |
| 86                          | لورين ستيفنز                | 20                          |

| FDJ–Suez ‏ FST | FDJ–Suez ‏ FST              | FDJ–Suez ‏ FST |
| ------------- | -------------------------- | ------------- |
| م             | عداء                       | مرتبة         |
| 91            | سيسيلي أوتوب لودفيغ (طريق) | 3             |
| 92            | Stine Borgli ‏              | OTL           |
| 93            | غريس براون                 | 15            |
| 94            | Vittoria Guazzini ‏         | 61            |
| 95            | Marie Le Net ‏              | 69            |
| 96            | غلاديس فيرهلست ‏            | 55            |

| بلانتور بورا سيلينج تيم ‏ FED | بلانتور بورا سيلينج تيم ‏ FED    | بلانتور بورا سيلينج تيم ‏ FED |
| ---------------------------- | ------------------------------- | ---------------------------- |
| م                            | عداء                            | مرتبة                        |
| 101                          | Puck Pieterse ‏                  | 5                            |
| 102                          | Yara Kastelijn ‏                 | 14                           |
| 103                          | Greta Marturano ‏                | OTL                          |
| 104                          | Carina Schrempf ‏                | 38                           |
| 105                          | Christina Schweinberger ‏ (طريق) | 21                           |
| 106                          | صوفي رايت                       | OTL                          |

| فريق إيطاليا لركوب الدراجات للسيدات‏ ITA | فريق إيطاليا لركوب الدراجات للسيدات‏ ITA | فريق إيطاليا لركوب الدراجات للسيدات‏ ITA |
| --------------------------------------- | --------------------------------------- | --------------------------------------- |
| م                                       | عداء                                    | مرتبة                                   |
| 111                                     | Gemma Sernissi ‏                         | OTL                                     |
| 112                                     | Benedetta della Corte‏                   | لم يكمل السباق                          |
| 113                                     | Giulia Giuliani‏                         | لم يكمل السباق                          |
| 114                                     | Vittoria Ruffilli‏                       | لم يكمل السباق                          |
| 115                                     | Chiara Sacchi‏                           | لم يكمل السباق                          |
| 116                                     | Sylvie Truc‏                             | لم يكمل السباق                          |

| Isolmant–Premac–Vittoria ‏ SBT | Isolmant–Premac–Vittoria ‏ SBT | Isolmant–Premac–Vittoria ‏ SBT |
| ----------------------------- | ----------------------------- | ----------------------------- |
| م                             | عداء                          | مرتبة                         |
| 121                           | ITA                           | لم يكمل السباق                |
| 122                           | ITA                           | لم يكمل السباق                |
| 124                           | Valeria Curnis‏                | لم يكمل السباق                |
| 125                           | ITA                           | لم يكمل السباق                |
| 126                           | Beatrice Rossato ‏             | لم يكمل السباق                |

| فريق كوجياس ميتلر لوك برو للدراجات ‏ CGS | فريق كوجياس ميتلر لوك برو للدراجات ‏ CGS | فريق كوجياس ميتلر لوك برو للدراجات ‏ CGS |
| --------------------------------------- | --------------------------------------- | --------------------------------------- |
| م                                       | عداء                                    | مرتبة                                   |
| 131                                     | تمارا بالابولينا ‏ (طريق)                | 43                                      |
| 133                                     | Mia Griffin ‏                            | لم يكمل السباق                          |
| 134                                     | Silvia Magri ‏                           | لم يكمل السباق                          |
| 135                                     | Claire Steels ‏                          | 26                                      |
| 136                                     | Lara Vieceli ‏                           | لم يكمل السباق                          |

| لابورال كوتكسا فونداسيون يوسكادي ‏ LKF | لابورال كوتكسا فونداسيون يوسكادي ‏ LKF | لابورال كوتكسا فونداسيون يوسكادي ‏ LKF |
| ------------------------------------- | ------------------------------------- | ------------------------------------- |
| م                                     | عداء                                  | مرتبة                                 |
| 141                                   | إيدر ميرينو كورتازار                  | OTL                                   |
| 142                                   | Yurani Blanco ‏                        | 73                                    |
| 143                                   | ESP                                   | لم يكمل السباق                        |
| 144                                   | Nadia Quagliotto ‏                     | OTL                                   |
| 145                                   | GER                                   | 48                                    |
| 146                                   | Alba Teruel Ribes ‏                    | لم يكمل السباق                        |

| ليف ريسينغ ‏ LIV | ليف ريسينغ ‏ LIV                 | ليف ريسينغ ‏ LIV |
| --------------- | ------------------------------- | --------------- |
| م               | عداء                            | مرتبة           |
| 151             | مارغريتا فيكتوريا غارسيا (طريق) | 11              |
| 152             | Caroline Andersson ‏             | OTL             |
| 153             | Tereza Neumanová ‏ (طريق)        | 58              |
| 154             | Katia Ragusa ‏                   | 42              |
| 155             | Sabrina Stultiens ‏              | 33              |

| موفيستار للسيدات ‏ MOV | موفيستار للسيدات ‏ MOV    | موفيستار للسيدات ‏ MOV |
| --------------------- | ------------------------ | --------------------- |
| م                     | عداء                     | مرتبة                 |
| 161                   | أنيميك فان فليوتن (طريق) | 4                     |
| 162                   | Emma Norsgaard Bjerg     | لم يكمل السباق        |
| 163                   | شيلا جوتيريز             | 72                    |
| 164                   | ليان ليبرت (طريق)        | 7                     |
| 165                   | فلورتجي ماكايج           | 10                    |
| 166                   | Paula Patiño ‏            | 53                    |

| فريق سنويب للسيدات ‏ DSM | فريق سنويب للسيدات ‏ DSM | فريق سنويب للسيدات ‏ DSM |
| ----------------------- | ----------------------- | ----------------------- |
| م                       | عداء                    | مرتبة                   |
| 171                     | جولييت لابوس            | 36                      |
| 172                     | Francesca Barale ‏       | 65                      |
| 173                     | Eleonora Ciabocco ‏      | OTL                     |
| 174                     | Léa Curinier ‏           | OTL                     |
| 175                     | فايفر جورجي             | 9                       |
| 176                     | Becky Storrie ‏          | لم يكمل السباق          |

| Liv AlUla Jayco ‏ BEX | Liv AlUla Jayco ‏ BEX | Liv AlUla Jayco ‏ BEX |
| -------------------- | -------------------- | -------------------- |
| م                    | عداء                 | مرتبة                |
| 181                  | أني سانستيبان        | 13                   |
| 182                  | جيسيكا ألين          | لم يكمل السباق       |
| 183                  | كريستين فولكنر       | مستبعد               |
| 184                  | Ingvild Gåskjenn ‏    | OTL                  |
| 185                  | ليتيزيا باتيرنوستر   | 44                   |
| 186                  | Ruby Roseman-Gannon ‏ | 24                   |

| جامبو فيسما للسيدات ‏ TJV | جامبو فيسما للسيدات ‏ TJV | جامبو فيسما للسيدات ‏ TJV |
| ------------------------ | ------------------------ | ------------------------ |
| م                        | عداء                     | مرتبة                    |
| 191                      | Coryn Labecki            | لم يكمل السباق           |
| 192                      | Teuntje Beekhuis ‏        | 45                       |
| 193                      | Amber Kraak ‏             | 32                       |
| 194                      | ريجان ماركوس (طريق)      | 8                        |
| 195                      | Karlijn Swinkels ‏        | 28                       |
| 196                      | NED                      | 37                       |

| Team Mendelspeck ‏ MDS | Team Mendelspeck ‏ MDS | Team Mendelspeck ‏ MDS |
| --------------------- | --------------------- | --------------------- |
| م                     | عداء                  | مرتبة                 |
| 201                   | Francesca Pisciali ‏   | لم يكمل السباق        |
| 202                   | ITA                   | لم يكمل السباق        |
| 203                   | ITA                   | لم يكمل السباق        |
| 204                   | ITA                   | لم يكمل السباق        |
| 205                   | ITA                   | لم يكمل السباق        |
| 206                   | Martina Sanfilippo‏    | لم يكمل السباق        |

| توب قيرلز فسى برتولو ‏ TOP | توب قيرلز فسى برتولو ‏ TOP | توب قيرلز فسى برتولو ‏ TOP |
| ------------------------- | ------------------------- | ------------------------- |
| م                         | عداء                      | مرتبة                     |
| 211                       | Alessia Vigilia ‏          | 52                        |
| 212                       | Giorgia Bariani ‏          | لم يكمل السباق            |
| 213                       | ITA                       | لم يكمل السباق            |
| 214                       | Iris Monticolo ‏           | لم يكمل السباق            |
| 215                       | ITA                       | لم يكمل السباق            |
| 216                       | ITA                       | لم يكمل السباق            |

| Lidl–Trek (women's team) ‏ TFS | Lidl–Trek (women's team) ‏ TFS | Lidl–Trek (women's team) ‏ TFS |
| ----------------------------- | ----------------------------- | ----------------------------- |
| م                             | عداء                          | مرتبة                         |
| 221                           | إليسا بالسامو (طريق)          | 31                            |
| 222                           | Elynor Bäckstedt ‏             | لم يكمل السباق                |
| 223                           | برودي شابمان (طريق)           | لم يكمل السباق                |
| 225                           | أماندا سبرات                  | 17                            |
| 226                           | تايلر وايلز                   | لم يكمل السباق                |

| يو أي أيه تيم ‏ UAD | يو أي أيه تيم ‏ UAD | يو أي أيه تيم ‏ UAD |
| ------------------ | ------------------ | ------------------ |
| م                  | عداء               | مرتبة              |
| 231                | Silvia Persico ‏    | 62                 |
| 232                | ألينا أمياليوسيك   | 29                 |
| 233                | Olivia Baril ‏      | 60                 |
| 234                | صوفيا بيرتيزولو    | لم يكمل السباق     |
| 235                | Mikayla Harvey ‏    | 59                 |
| 236                | إيريكا ماجندي      | 23                 |

## التصنيف العام النهائي
| التصنيف العام         | التصنيف العام        | التصنيف العام            | التصنيف العام | التصنيف العام |
| المتسابقة             | المتسابقة            | الفريق                   | الوقت         |               |
| --------------------- | -------------------- | ------------------------ | ------------- | ------------- |
| 1                     | ديمي فوليرينغ        | إس دي وركس ‏              | 3 س 50 د 35 ث |               |
| 2                     | لوت كوبيكي           | إس دي وركس ‏              | + 0 ث         |               |
| 3                     | كريستين فولكنر       | Liv AlUla Jayco ‏         | مستبعد        |               |
| 3                     | سيسيلي أوتوب لودفيغ  | FDJ–Suez ‏                | + 2 د 01 ث    |               |
| 4                     | أنيميك فان فليوتن    | موفيستار للسيدات ‏        | + 2 د 01 ث    |               |
| 5                     | Puck Pieterse ‏       | بلانتور بورا سيلينج تيم ‏ | + 2 د 15 ث    |               |
| 6                     | Katarzyna Niewiadoma | كانيون–إس آر إيه إم ‏     | + 2 د 16 ث    |               |
| 7                     | ليان ليبرت           | موفيستار للسيدات ‏        | + 2 د 27 ث    |               |
| 8                     | ريجان ماركوس         | جامبو فيسما للسيدات ‏     | + 2 د 36 ث    |               |
| 9                     | فايفر جورجي          | فريق سنويب للسيدات ‏      | + 2 د 39 ث    |               |
| 10                    | فلورتجي ماكايج       | موفيستار للسيدات ‏        | + 2 د 41 ث    |               |
|                       |                      |                          |               |               |
| مصدر: ProCyclingStats |                      |                          |               |               |

### تصنيف النقاط
| تصنيف النقاط          | تصنيف النقاط           | تصنيف النقاط              | تصنيف النقاط | تصنيف النقاط |
| المتسابقة             | المتسابقة              | الفريق                    | النقاط       |              |
| --------------------- | ---------------------- | ------------------------- | ------------ | ------------ |
| 1                     | أماندا سبرات           | Lidl–Trek (women's team) ‏ | 730 نقطة     |              |
| 2                     | لوت كوبيكي             | إس دي وركس ‏               | 720 نقطة     |              |
| 3                     | غريس براون             | FDJ–Suez ‏                 | 538 نقطة     |              |
| 4                     | إليسا ونغو بورغيني     | Lidl–Trek (women's team) ‏ | 536 نقطة     |              |
| 5                     | Loes Adegeest ‏         | FDJ–Suez ‏                 | 464 نقطة     |              |
| 6                     | لورينا ويبيس           | إس دي وركس ‏               | 448 نقطة     |              |
| 7                     | جورجيا وليامز          | EF Education–Tibco–SVB ‏   | 430 نقطة     |              |
| 8                     | ديمي فوليرينغ          | إس دي وركس ‏               | 424 نقطة     |              |
| 9                     | Ruby Roseman-Gannon ‏   | Liv AlUla Jayco ‏          | 376 نقطة     |              |
| 10                    | Danielle De Francesco ‏ | Zaaf Cycling Team ‏        | 370 نقطة     |              |
|                       |                        |                           |              |              |
| مصدر: ProCyclingStats |                        |                           |              |              |

## تصنيف الفرق

### الفرق حسب النقاط
| ترتيب الفرق حسب النقاط | ترتيب الفرق حسب النقاط    | ترتيب الفرق حسب النقاط | ترتيب الفرق حسب النقاط |
| الفريق                 | الفريق                    | النقاط                 |                        |
| ---------------------- | ------------------------- | ---------------------- | ---------------------- |
| 1                      | إس دي وركس ‏               | 7793 نقطة              |                        |
| 2                      | Lidl–Trek (women's team) ‏ | 5237 نقطة              |                        |
| 3                      | كانيون–إس آر إيه إم ‏      | 4281 نقطة              |                        |
| 4                      | FDJ–Suez ‏                 | 3638 نقطة              |                        |
| 5                      | موفيستار للسيدات ‏         | 3060 نقطة              |                        |
| 6                      | فريق سنويب للسيدات ‏       | 2641 نقطة              |                        |
| 7                      | يو أي أيه تيم ‏            | 2605 نقطة              |                        |
| 8                      | جامبو فيسما للسيدات ‏      | 2045 نقطة              |                        |
| 9                      | EF Education–Tibco–SVB ‏   | 1444 نقطة              |                        |
| 10                     | بلانتور بورا سيلينج تيم ‏  | 1386 نقطة              |                        |
|                        |                           |                        |                        |
| مصدر: ProCyclingStats  |                           |                        |                        |

## تصانيف فرعية

### تصنيف أفضل شاب
| تصنيف أفضل شابة       | تصنيف أفضل شابة     | تصنيف أفضل شابة          | تصنيف أفضل شابة | تصنيف أفضل شابة |
| المتسابقة             | المتسابقة           | الفريق                   | الوقت           |                 |
| --------------------- | ------------------- | ------------------------ | --------------- | --------------- |
| 1                     | Henrietta Christie ‏ | رالي سايكلنج ‏            |                 |                 |
| 2                     | Anna Shackley ‏      | إس دي وركس ‏              |                 |                 |
| 3                     | Puck Pieterse ‏      | بلانتور بورا سيلينج تيم ‏ |                 |                 |
|                       |                     |                          |                 |                 |
| مصدر: ProCyclingStats |                     |                          |                 |                 |

## وصلات خارجية
- الموقع الرسمي
- لمحة عن سباق ستراد بينك للسيدات 2023 على موقع  ProCyclingStats   (برو  سايكلنج  ستاتس) - إحصاءات  محترفي  الدراجات.
- ستراد بينك للسيدات 2023 على موقع إحصائيات الدراجات الإحترافية (الإنجليزية)